# Scrophularia hypsophila
Scrophularia hypsophila är en flenörtsväxtart som beskrevs av Hand.-mazz.. Scrophularia hypsophila ingår i släktet flenörter, och familjen flenörtsväxter. Inga underarter finns listade i Catalogue of Life.